# Vincit qui patitur

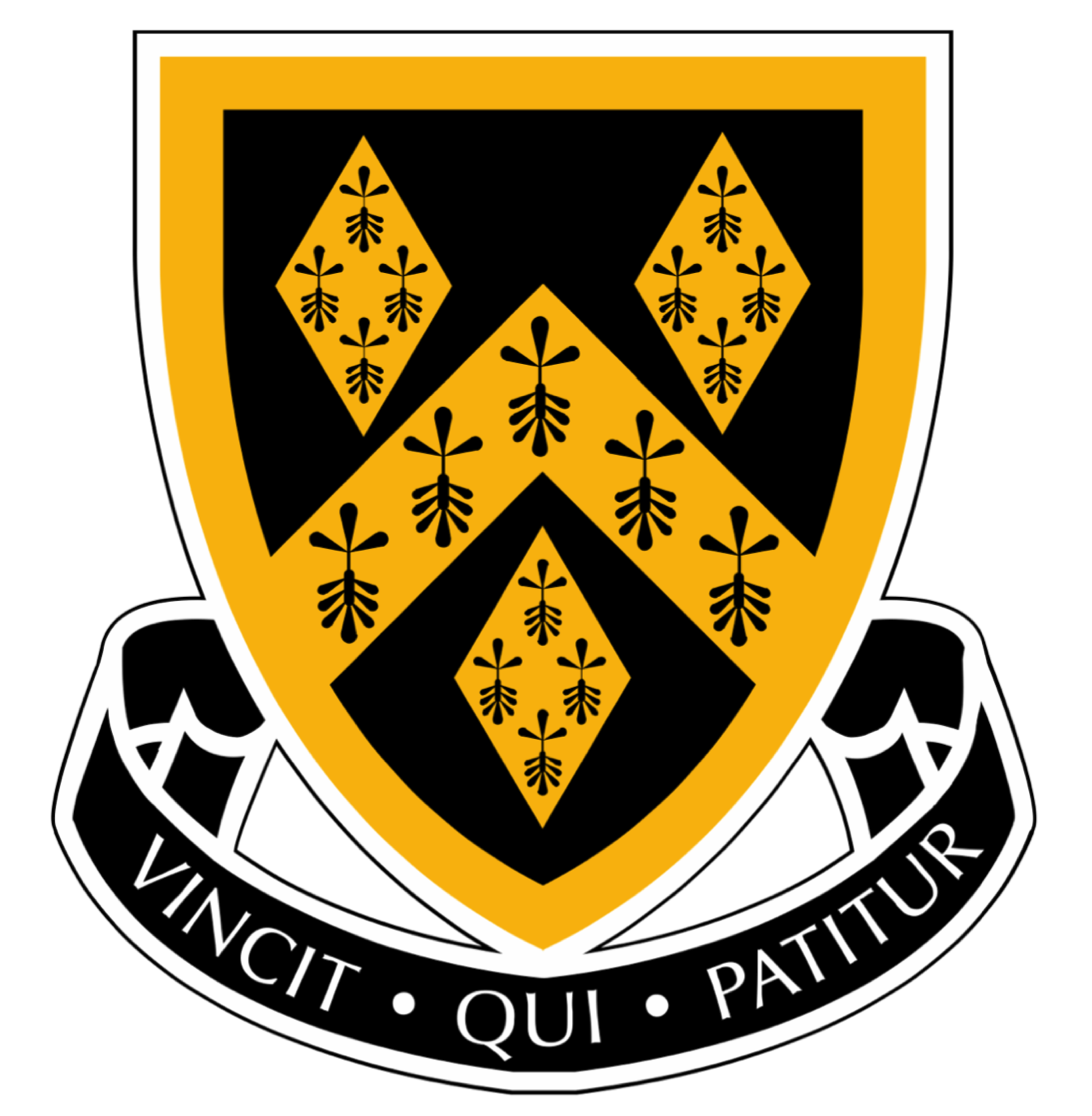
Emblema del Colegio Stockport Grammar

Vincit qui patitur es una frase latina que significa
"el que persevera gana", "prevalece y vencerás", "vence quien persevera", etc.
Este lema en latín era ampliamente utilizado como tópico en círculos humanísticos durante los siglos XV y XVI. También es muy utilizado como lema familiar, verbigracia:
- familia Acworth (estadounidense),
- familia Cardozo (uruguaya),
- familia Chester (inglesa),
- familia Disney (inglesa),
- familia Harrison (inglesa),
- familia O'Sheal (británica),
- familia Santagatando (italiana),
- familia Shaw (británica),
- familia Ýñigo-Genio (argentina), entre otras.

- Datos: Q24960444